# Nako Yabuki
Nako Yabuki (矢吹奈子, Yabuki Nako, Tóquio, 18 de junho de 2001)  é uma cantora e atriz japonesa. Ela é integrante do girl group ídolo japonês HKT48 e se tornou membro do grupo nipo-sul-coreano Iz One após competir no programa de televisão Produce 48, ficando em sexto lugar.
Ela se juntou a HKT48 em novembro de 2013. De 2015 a 2017, ela foi uma integrante simultânea do AKB48. Em 2018, ela competiu no programa de sobrevivência sul-coreano Produce 48 . Ela é uma modelo exclusivo para Love Berry. Também é conhecida por seu papel como jovem Minami Asakura no filme Touch (2005).

## Carreira
Nako fez sua estréia no cinema como a jovem Minami Asakura no filme Touch (2005). Dois anos depois, ela apareceu em comerciais da JCB e Dainichi ( ja ) . Em 2009, apareceu no filme de televisão Detective Samonji Susumu e no Dia Mais Longo do Meu Pai . Ela apareceu em um comercial da Koala's March em 2011. Em 2012, apareceu no curta-metragem On the Shinhori River . No ano seguinte, ela apareceu no filme de super-heróis tokusatsu Gatchaman .
Yabuki é fã de Rino Sashihara. Durante um handshake event do AKB48, ela conheceu Sashihara, que lhe disse para fazer uma audição para o grupo. Yabuki decidiu fazer um teste para o HKT48, depois que Sashihara foi rebaixada e transferida para o HKT48. Em 2013, ela passou nas audições para a terceira geração do HKT48. Em 2018, Nako participou do reality show feminino Produce 48 e se tornou integrante do grupo nipo-sul coreano Iz One. Ela e mais duas integrantes japonesas permanecerão em hiatus de seus respectivos grupos japoneses até que seus contratos com o Iz One expirem em Abril de 2021.

## Filmografia

### Cinema
| Ano  | Título                | Função               | Notas          |
| ---- | --------------------- | -------------------- | -------------- |
| 2005 | Touch                 | Minami Asakura jovem |                |
| 2012 | On the Shinhori River |                      | Curta-metragem |
| 2013 | Gatchaman             | Filha do Dr. Nambu   |                |

### Televisão
| Ano  | Título                                | Função        | Notas                  |
| ---- | ------------------------------------- | ------------- | ---------------------- |
| 2009 | Detetive Samonji Susumu               | Natsume jovem | Filme de televisão     |
| 2009 | O dia mais longo do meu pai           |               | Filme de televisão     |
| 2015 | Fukuoka Love White Paper              | Wakana        |                        |
| 2015 | Majisuka Gakuen 0 Kisaradzu Rantō-hen | Namaiki       |                        |
| 2016 | AKB Love Knight: Fábrica do Amor      | Rin           | Episódio: "Graduation" |

### Revistas
- Love Berry, Tokuma Shoten 2001–, modelo exclusiva desde 2016.[1]